# Ampiacris insolita
Ampiacris insolita är en insektsart som beskrevs av Christiane Amédégnato och Poulain 1986. Ampiacris insolita ingår i släktet Ampiacris och familjen Romaleidae. Inga underarter finns listade i Catalogue of Life.